# Megachile asuncicola
Megachile asuncicola là một loài Hymenoptera trong họ Megachilidae. Loài này được Strand mô tả khoa học năm 1910.